# Contrarellotge per equips d'Eindhoven 2006
La Contrarellotge per equips d'Eindhoven 2006, segona edició de la Contrarellotge per equips d'Eindhoven, es va disputar el 18 de juny de 2006.
La contrarellotge es va disputar pels voltants d'Eindhoven i fou guanyada per l'equip CSC, amb un temps de 52' 28" i 42" respecte al segon classificat, el Discovery Channel. El Gerolsteiner, vencedor de la primera edició quedà en tercera posició, a 55".

## Classificació final
|     | Equip             | País          | Temps   |
| --- | ----------------- | ------------- | ------- |
| 1r  | Team CSC          | Dinamarca     | 52'28"  |
| 2n  | Discovery Channel | Estats Units  | + 42"   |
| 3r  | Team Gerolsteiner | Alemanya      | + 55"   |
| 4t  | Phonak            | Suïssa        | + 1'25" |
| 5è  | Davitamon-Lotto   | Bèlgica       | + 1'31" |
| 6è  | Rabobank          | Països Baixos | + 1'34" |
| 7è  | Liquigas          | Itàlia        | + 1'56" |
| 8è  | T-Mobile          | Alemanya      | + 2'09" |
| 9è  | Cofidis           | França        | + 2'18" |
| 10è | AG2R Prévoyance   | França        | + 2'24" |